# Plummer (Idaho)
Plummer é uma cidade localizada no estado americano de Idaho, no Condado de Benewah.

## Demografia
Segundo o censo americano de 2000, a sua população era de 990 habitantes.
Em 2006, foi estimada uma população de 998, um aumento de 8 (0.8%).

## Geografia
De acordo com o United States Census Bureau tem uma área de
2,9 km², dos quais 2,9 km² cobertos por terra e 0,0 km² cobertos por água. Plummer localiza-se a aproximadamente 836 m acima do nível do mar.

## Localidades na vizinhança
O diagrama seguinte representa as localidades num raio de 24 km ao redor de Plummer.